# Gasthaus Waldhorn (Eichenhofen)

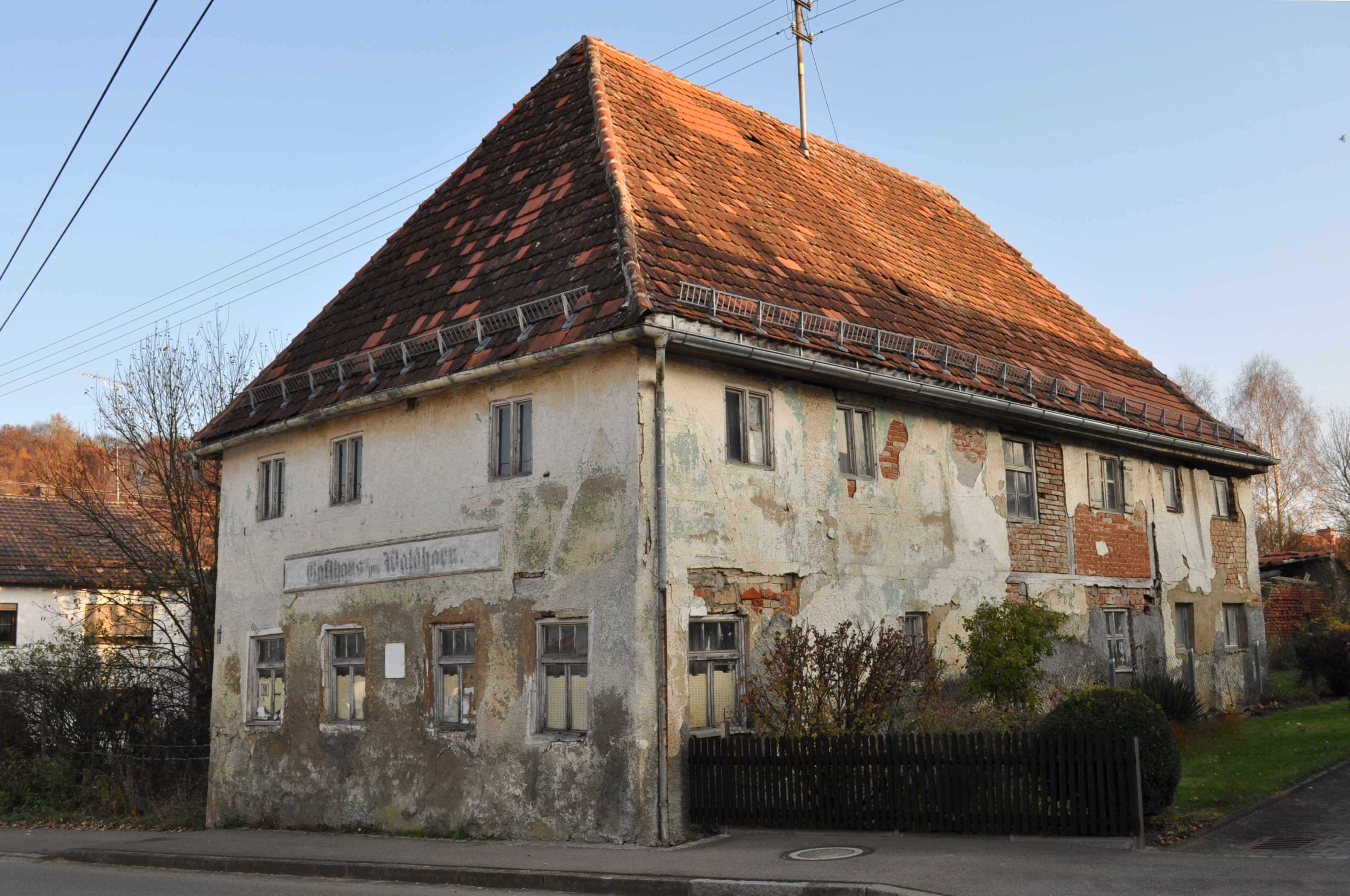
Gasthaus Waldhorn in Eichenhofen (2011)

Das Gasthaus Waldhorn an der Dorfstraße 18 von Eichenhofen,  einem Gemeindeteil von Haldenwang im schwäbischen Landkreis Günzburg in Bayern, war ein geschütztes Baudenkmal. Das Gebäude wurde im 18. Jahrhundert errichtet und nach langem Leerstand abgerissen.
Der zweigeschossige Bau mit steilem Walmdachbau und verputztem Fachwerkobergeschoss besaß ursprünglich einen kleinen Stall im rückwärtigen Hausbereich. Im ersten Obergeschoss befand sich ein großer Tanzsaal. Von der ursprünglichen Ausstattung waren zuletzt noch Galgenfenster im Erdgeschoss, Setzholzfenster im Obergeschoss und der Terrazzoboden in der Diele erhalten.
Im Jahr 2003 erfolgte eine Notsicherung des ungenutzten Gebäudes. Schließlich wurde das Gebäude abgerissen und ein Wohnhaus auf dem Grundstück errichtet.